# 谷口明三
谷口 明三（たにぐち めいぞう、1900年（明治33年）10月14日 - 1987年（昭和62年）10月9日）は、日本の内務・警察官僚。官選宮崎県知事、北海道開発庁次長。旧姓・田中。

## 経歴
現在の山口県下関市出身。田中種吉の三男として生まれ、谷口寛の養子となる。第八高等学校を卒業。1924年11月、高等試験行政科試験に合格。1925年、東京帝国大学法学部法律学科（独法）を卒業。横浜市役所を経て、1926年、内務省に入省し徳島県属となる。
以後、鳥取県警察部課長、青森県警察部課長、茨城県警察部課長、大阪府警察部課長、内務省事務官、満州国治安部警務司長、埼玉県内務部長などを経て、警視庁警務部長となる。
1944年8月、宮崎県知事に就任。本土決戦の体制整備に尽力し「決戦知事」と呼ばれる。1945年10月27日、知事を依願免本官となり退官。その後、公職追放となる。
1953年2月に北海道開発庁次長に発令され、1955年5月まで在任。以後、日本住宅公団顧問、苫小牧港開発副社長、紀文食品常任監査役などを務めた。墓所は多磨霊園。

## 著作
- 谷口明三 [著]、文部省社會教育局編『勞働問題』〈勞務者教育資料 ; 第3輯〉、勤勞者教育中央會、1938年。